# 굴베네구

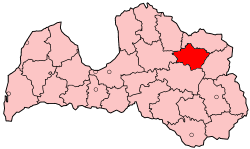
굴베네 구의 위치

굴베네구(라트비아어: Gulbenes rajons)는 라트비아 북동부에 있던 구로 행정 중심지는 굴베네이며 면적은 1,873km2, 인구는 28,998명(2002년 기준), 인구 밀도는 15명/km2이다. 1개 시와 13개 교구를 관할했으며 2009년에 실시된 행정 구역 개편에 따라 폐지되었다. 알룩스네 구와 발카 구, 체시스 구, 마도나 구, 발비 구와 인접해 있었다.